# Agrilus cladrastis
Agrilus cladrastis är en skalbaggsart som beskrevs av Knull 1945. Agrilus cladrastis ingår i släktet Agrilus och familjen praktbaggar. Inga underarter finns listade i Catalogue of Life.